# Fezile Dabi (Distrikt)
Fezile Dabi (englisch Fezile Dabi District Municipality) ist ein Distrikt in der südafrikanischen Provinz Freistaat. Der Verwaltungssitz befindet sich in Sasolburg. Bürgermeister ist Moeketsi Moshodi.
Der Distrikt wurde nach dem ANC-Aktivisten Fezile Dabi benannt. Dieser war ebenfalls als Autor und Poet bekannt.

## Gliederung
Die Distriktgemeinde wird von folgenden Lokalgemeinden gebildet:
- Moqhaka
- Ngwathe
- Metsimaholo
- Mafube

## Demografie
Auf einer Fläche von 20.668 km² leben 488.036 Einwohner (Stand: 2022).

## Parks und Naturschutzgebiete
- Moratuwa Nature Reserve
- Vredefort-Krater